# لهجات نرويجية
اللهجات النرويجية مقسمة بشكل عام إلى 4 مجموعات رئيسية، 'النرويجية الشمالية' (نوردنوشك)، 'النرويجية الوسطى' (ترونديشك)، 'النرويجية الغربية' (فيستلاندسك)، و'النرويجية الشرقية' (أوستنوشك). وأحيانًا 'نرويجية وسط البلاد' (ميدلاندسمول) و'النرويجية الجنوبية' (سورلاندسك) يعتبرن المجموعتين الخامسة والسادسة.
اللهجات مفهومة بين بعضها البعض بشكل كبير، لكن الاختلافات تزداد أكثر في اللكنة، القواعد، النحو والمفردات. إن لم يكن معتادًا على لهجة ما، حتى المتحدث النرويجي الأصلي قد يواجه صعوبة في فهمها. اللهجات قد تكون محلية مثل مجموعة مزارع، ولكن الكثير من علماء اللغة يلحظون أقلمة مستمرة، مقللًة أو حتى قاضيًة على الاختلافات المحلية.
الكلام المعياري، تابعًا اللغات المكتوبة بوكمول ونينوشك أو الأكثر تحفظًا ريكسمول وهوغنوشك، ليس شائع الاستخدام، إلا في أجزاء من فينمارك (حيث تعلم السكان الأصليون الساميون اللغة النرويجية كلغة ثانية)، في مجموعات اجتماعية معينة في المناطق الحضرية الكبيرة في النرويج، في الإذاعة الوطنية، وفي المحاكم والمراسيم الرسمية.

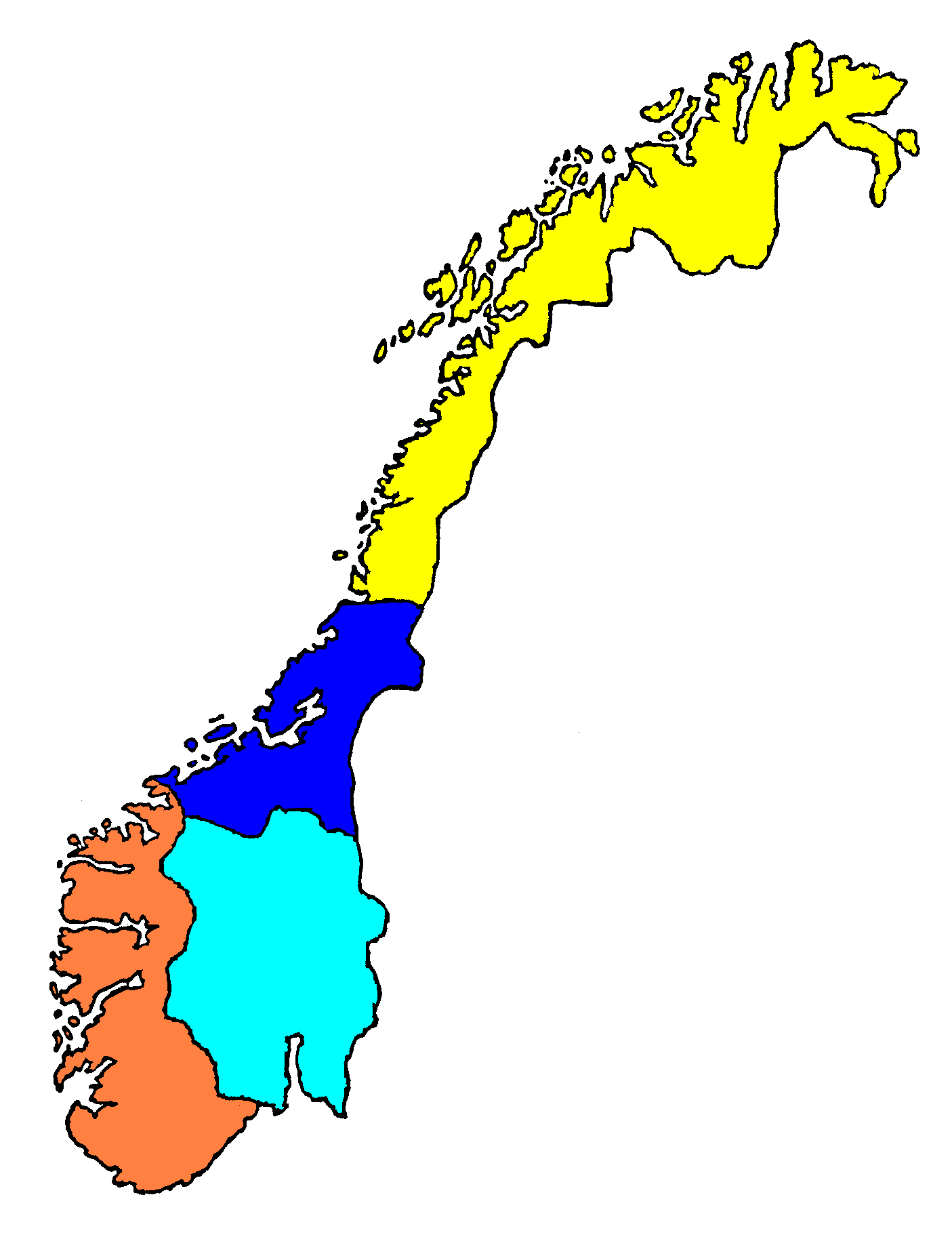
النرويج مقسومة حسب انتشار مجموعات اللهجات الأربعة

## مجموعات اللهجات
- النرويجية الغربية والجنوبية
  - النرويجية الجنوبية (أوست أغدر، غالب فست أغدر وفيرسدال، نيسدال، درانغدال وكراغرو في تيليمارك)
  - النرويجية الجنوب غربية (الأجزاء الداخلية من سوغن وفيوردانه، هوردالاند (باستثناء مدينة برغن)، روغالاند (ستافانغير)، والأجزاء الغربية من فست أغدر)
  - النرويجية البرغنية أو برغنسك (برغن)
  - النرويجية الشمال غربية (رومسدال، سونموريه، نوردفيورد، سونفيورد والأجزاء الخارجية من سوغن)
- النرويجية الشمالية
  - نرويجية هيلغيلاند (مقاطعة نوردلاند جنوب سالتفياليه، باستثناء بيندال)
  - نرويجية نوردلاند (مقاطعة نوردلاند شمال سالتفيالّيه)
  - نرويجية ترومس (مقاطعة ترومس، باستثناء باردو ومولسيلف)
  - نرويجية فينّمارك (مقاطعة فينمارك، باستثناء كاوتوكاينو، كاراشوك، تانا ونيسبي.
- النرويجية الشرقية
  - نرويجية فيكفار (فستفولد، أوستفولد، وأجزاء الأراضي المنخفضة من تلمارك، بوسكرود وأكرشوس)
  - النرويجية الوسط شرقية (رينغريكه، روميريكه، وأوسلو)
  - نرويجية أوبلاند (جنوب هدمارك وجنوب شرق أوبلاند)
  - نرويجية أوستيردال (شمال هدمارك وباردوفوس في شمال النرويج)
- نرويجية ميدلاند
  - نرويجية غودبراندسدال (شمال أوبلاند)
  - نرويجية فالديرس وهاللينغدال (جنوب-غرب أوبلاند و غرب بوسكيرود) – انظر هاللينغمول-فالدريس
  - نرويجية تيليمارك الغربية (فينيه، توكه وكفيتسايد)
  - نرويجية تيليمارك الشرقية (تين، يارتدال، ونوميدال العلوية)
- نرويجية تروندلاغ
  - نرويجية تروندلاغ الخارجية (نورموره، سور تروندلاغ الخارجية، وفوسين)
  - نرويجية تروندلاغ الداخلية (سور تروندلاغ الداخلية، إنهيرد، ليرنيه، وسنوسا)
  - نرويجية نامدالين (نامدالين والمناطق الساحلية المحيطة)
  - ترونديشك الجنوب-شرقية (روروس، سيلبو، تيدال، هولتولن، أوبدال)